# Raad van Verzet

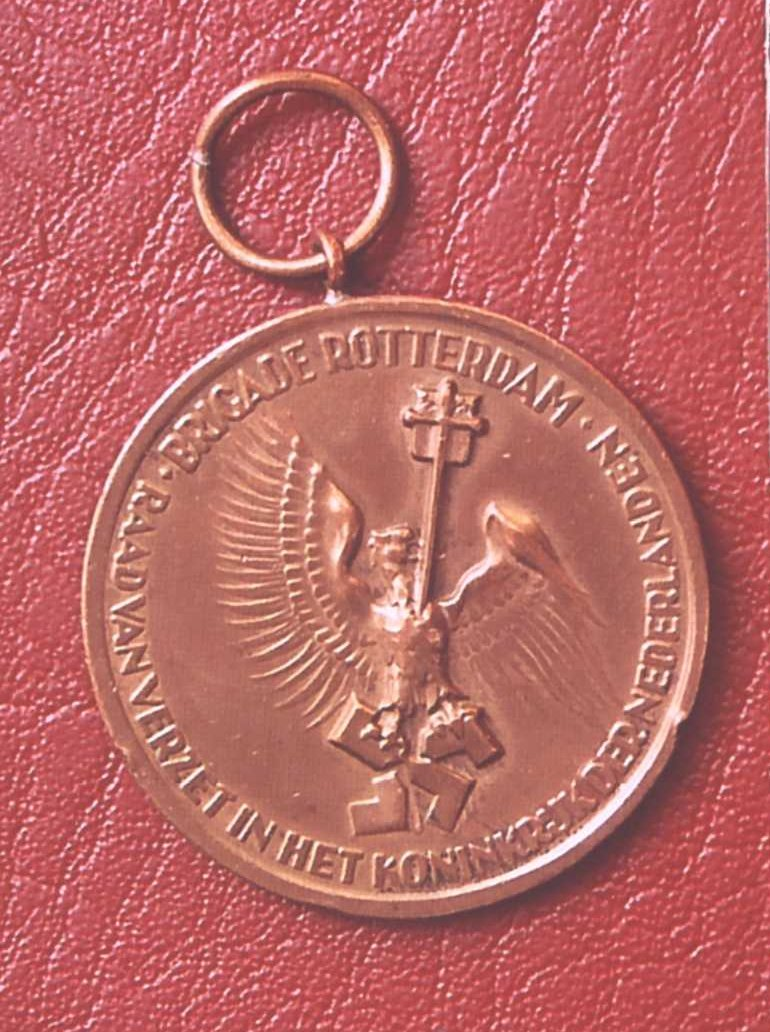
Bij het lidmaatschap behorende penning

De Raad van Verzet, voluit Raad van Verzet in het Koninkrijk der Nederlanden (RVV), was een Nederlandse koepel van verzetsorganisaties in de Tweede Wereldoorlog.

## Ontstaan
Tegen het einde van april 1943, kort voor de April-meistakingen, nam de elektrotechnicus Jan Thijssen — hoofd van de Radiodienst van de Ordedienst (OD) — met zes in het verzet actieve geestverwanten het initiatief tot de oprichting van een nieuwe landelijke illegale organisatie die de bestaande actieve verzetsgroeperingen moest overkoepelen. Deze organisatie kreeg de naam Raad van Verzet (RVV), voluit Raad van Verzet in het Koninkrijk der Nederlanden. Als oprichtingsdatum werd 1 mei 1943 aangehouden.
De RVV werd opgericht in de woning van Henk van Beek te Amersfoort. De zeven medeoprichters waren Jan Brouwer, Johan Doorn, Andries Graafhuis, Gerrit Kleinveld, Dick van der Meer, Willem Santema en Johan Engel. Dick van der Meer trok zich een maand later terug en werd opgevolgd door Gerben Wagenaar, een van de kopstukken van het Militair Contact, de verzetsorganisatie van de Communistische Partij van Nederland (CPN). In het najaar van 1943 trad ook de beeldhouwer Gerrit Jan van der Veen toe, waardoor binnen de RVV ook het kunstenaarsverzet vertegenwoordigd was en de RVV contact kreeg met de Persoonsbewijzencentrale (PBC). Via Paul Guermonprez onderhield men contact met de 'Je Maintiendrai-groep' in Limburg.
Officieel zetelde de Raad in Amsterdam. Jan Thijssen en zijn stafleden vergaderden tot eind december 1943 doorgaans in Laren, waar Thijssen en zijn vrouw toen ondergedoken zaten. Nadat Eduard H.M. Hoogeweegen tot de RVV was toegetreden werd in Maarn in het huis van Hoogeweegen enige tijd het Operatiecentrum van de RVV gevestigd. Vanaf begin 1944 vonden de vergaderingen in de regel in Maarsbergen en in Maarn plaats. Thijssen was de belangrijke initiator en stuwende kracht van de RVV. Ook onder de latere aanhang van deze organisatie werd hij in het algemeen gezien als de leider.

## Doel
Het doel van de Raad van Verzet was de coördinatie van het daadwerkelijke verzet in Nederland door centrale vastlegging van de tijd, de plaats, de methode en de aard van het verzet. Onder dit daadwerkelijke verzet verstond de RVV in hoofdzaak sabotage (inclusief stakingen) en gewapend verzet. De bestaande verzetsgroepen die op dit gebied actief waren en zich bij de RVV hadden aangesloten bleven hun eigen identiteit behouden en verloren geenszins hun zelfstandigheid. De RVV wilde de bij hun aangesloten verzetsorganisaties helpen hun landelijke operaties beter te doen slagen, door deze te coördineren en door bijvoorbeeld bij storing van het telefoonverkeer de faciliteiten van de RVV in te schakelen. Een van deze faciliteiten was het binnenlands zendernet van de OD. Jan Thijssen was behalve de belangrijkste man binnen de RVV bovendien het hoofd van de Radiodienst van de OD. Als zodanig beschikte hij over een binnenlands zendernet, dat hij zelf had opgebouwd en dat hij ongeveer als zijn eigendom beschouwde.

## Conflict
De chef-staf van de OD jhr. Pieter Jacob Six had Jan Thijssen bevolen met het gebruik van het binnenlands zendernet te wachten tot Nederland bevrijd en de Duitse aftocht een feit was. Op dat moment zou de OD pas in actie komen en kon het binnenlands zendernet gebruikt worden als back-up verbindingssysteem voor het geval de Duitsers de telefoon- en de telegrafieverbindingen tussen de grote bevolkingscentra zouden vernielen. De radiotechnicus Thijssen was het volledig oneens met de zienswijze van Six. Thijssen vond het zinloos om de Radiodienst niet onmiddellijk te laten functioneren als een hulporgaan voor de gehele illegaliteit met inbegrip van de OD. Een scherp conflict met Six was het gevolg.
Deze zaak verergerde toen Thijssen in maart en april 1943 de hand wist te leggen op enkele zend-ontvangers, zendschema’s en codegegevens die een direct zendcontact met Engeland mogelijk maakte. Thijssen besloot deze zend-ontvangers buiten de OD om te gebruiken voor zijn eigen doeleinden. Zodoende was hij in staat de Nederlandse regering in Londen te informeren over de RVV en de April-meistakingen van 1943. In Londen vatte aldus de mening post dat de RVV een zeer belangrijke organisatie was. Het gevolg daarvan was dat de RVV de voorkeur kreeg bij de wapendroppings.
Deze eigenzinnige acties van Thijssen deden Six constateren dat zijn hoofd Radiodienst een geheel zelfstandige koers ging varen. Voor Six was het onaanvaardbaar dat Thijssen met verbindingsmiddelen van de OD op eigen houtje aan de gang ging bij het vormen van een nieuwe organisatie. Hij eiste van Thijssen dat deze zich geheel op de Radiodienst van de OD zou concentreren en de RVV zou laten schieten. De eigenlijke kern van het conflict tussen Thijssen en Six was dat Thijssen een actievere bestrijding van de vijand voorstond en dat hij de OD passiviteit verweet. Thijssen weigerde op de eisen van Six in te gaan. In oktober 1943 besloot Six om Thijssen het commando over de Radiodienst van de OD te ontnemen. Toen het conflict verder escaleerde besloot Six om Thijssen op 31 december 1943 wegens eigengereid optreden uit de OD te zetten. De verwijdering die er als gevolg van het conflict tussen Thijssen en Six was ontstaan heeft tot aan het einde van de oorlog een goede samenwerking tussen de RVV en de OD in de weg gestaan. Met taaie vasthoudendheid begon Jan Thijssen meteen aan de opbouw van een nieuw binnenlands zendernet. Het nieuwe zendernet werd gelieerd aan de RVV. De Radiodienst van de Raad van Verzet werd in de zomer van 1944 operationeel.

## Ontwikkelingen
Uiteindelijk zou er van het overkoepelen en het coördineren van het actieve verzet weinig terechtkomen. Omstreeks maart 1944 liet de Raad deze doelstelling los. De RVV ontwikkelde zich als een nieuwe verzetsorganisatie naast de bestaande groeperingen. De landelijke organisatie begon pas vanaf medio 1944 uit te groeien en gestalte te krijgen. In feite was de RVV een conglomeraat van verspreide zelfstandige verzetsgroepen die vanaf september 1944 tot brigades werden geformeerd. Tot medio 1944 ontvingen deze groepen af en toe instructies en soms ook explosieven van de centrale Verzetsleiding. Verder moesten zij hun zaken zelf maar zien te regelen. Pas nadat deze Verzetsleiding was vervangen door een actiever orgaan, het Operatiecentrum, had er een intensievere instructie plaats, al bleven de RVV-groepen en -brigades uiteindelijk in hoge mate zelfstandig opereren. Vanaf de oprichting van het Operatiecentrum was er in feite een soort personele unie tot stand gekomen tussen de RVV en de Radiodienst. De beide organisaties werden geleid door Jan Thijssen. Hij had het Operatiecentrum bemand met kopstukken uit zijn Radiodienst. De leden die deel uitmaakten van het Operatiecentrum waren Jan Thijssen, Willem Johan van Hoorn Alkema en Eduard H.M. Hoogeweegen. In het Operatiecentrum werden de leiding van de RVV-verzetsgroepen en de Radiodienst van de Raad van Verzet verenigd. In maart 1944 kwam er de RVV-Inlichtingendienst bij.

## Londen
Na de April-meistakingen van 1943 was door de RVV in de loop van het jaar diverse malen telegrafisch om hulp van de Nederlandse regering in Londen verzocht. Reacties hierop waren uitgebleven. In september 1943 besloot de RVV om een boodschapper naar Londen te sturen. Thijssen besloot zijn vriend Andreas Wilhelmus Maria Ausems naar Engeland te sturen en aan hem Het Verslag Ervaringen Hoofd Radiodienst mee te geven. In het verslag stonden de doelstellingen beschreven die Thijssen met de RVV en de Radiodienst nastreefde.
Na de gesprekken met Ausems besloot de leiding van het Bureau Inlichtingen (BI) om vanaf januari 1944 en de daarop volgende maanden een groep agenten boven bezet gebied te parachuteren. De groep bestond uit organisatoren en radiotelegrafisten. Met de radiotelegrafisten wilde het BI een zendgroep oprichten om steun te kunnen verlenen aan de Radiodienst van Jan Thijssen. De organisatoren hadden de taak om de verzetsleiding in bezet gebied te ondersteunen bij de coördinatie en de bundeling van de verzetsorganisaties. Op het moment dat de tijd daar rijp voor was zou het Bureau Bijzondere Opdrachten (BBO) agenten en materiaal boven bezet gebied parachuteren om de RVV met personeel en materieel te ondersteunen. In de nacht van 10 op 11 januari 1944 werden de eerste agenten van het BI in de omgeving van Breda bij Rijsbergen geparachuteerd. Het was het agentenkoppel Harm Steen en Josephus Adriaansen. Vanaf medio januari 1944 stond Jan Thijssen via deze agenten in radiocontact met het Bureau Inlichtingen in Londen.
In juli 1944 kwamen de landelijke leiders van de RVV en de leiders van de RVV-Zuid bijeen op het Groot Kasteel van Deurne, waar Thijssen voorstelde om de RVV-afdelingen om te zetten in sabotagegroepen die een guerrillaoorlog tegen de Duitse bezetter moesten voeren.

## Operatiecentrum
Voor de sabotageacties werd op 25 augustus 1944 door de Topleiding van de Landelijke Knokploegen (LKP) J.A. van Bijnen tot landelijk sabotagecommandant benoemd. Om reden van militaire efficiëntie verleende de RVV in dezelfde periode aan Thijssen bij besluit van de Raad eenzelfde positie ten aanzien van de RVV-groepen. Thijssen kreeg de bevoegdheid om zelfstandig de maatregelen van organisatie te treffen en de acties te ondernemen die voor de uitvoering van de geallieerde directieven en bevelen noodzakelijk waren. Thijssen kon nu de RVV-groepen zonder overleg met de Raad bevelen geven. Het Operatiecentrum van de RVV trad daarmee in werking en Thijssen werd de operationele leider van de RVV. Bij de RVV verwachtte men dat Rotterdam een cruciale rol zou kunnen gaan spelen in de laatste fase van de oorlog. Men rekende er op dat de geallieerden via de Nieuwe Waterweg Nederland binnen zouden trekken. Vandaar dat Thijssen eind augustus 1944 zijn Operatiecentrum naar Rotterdam verplaatste. Twee leden van het Operatiecentrum, Jan Thijssen en Eduard H.M. Hoogeweegen doken in Rotterdam onder. Willem Johan van Hoorn Alkema bleef in Maarn achter. De officiële zetel van de Raad bleef in Amsterdam gevestigd. Het hoofdkwartier van J.A. van Bijnen, de landelijk sabotagecommandant van de LKP, was eveneens in Rotterdam gevestigd.
Eind augustus kreeg Jan Thijssen rechtstreeks contact met het Bureau Bijzondere Opdrachten, doordat in de nacht van 5 op 6 juli 1944 de boven bezet gebied geparachuteerde agent Leonard George Louk Mulholland met Thijssen en de RVV ging samenwerken. Doordat Mulholland als verbindingsofficier aan het Operatiecentrum werd toegevoegd kreeg het BBO, dat vanuit Engeland de wapendroppings boven bezet Nederland organiseerde, naast het contact dat zij al met de LKP hadden, tevens verbinding met de RVV. Hierdoor kon nu ook de RVV rekenen op de ontvangst van wapens en ander voor het verzet nuttig materiaal. De RVV-brigade Rotterdam moest daartoe in de wijde omtrek van de stad afgelegen landerijen verkennen die eventueel als afwerpterrein in aanmerking kwamen. In Londen, waar men de behoefte had in bezet Nederland slechts met één instantie te maken te hebben, had men besloten om de RVV bij de wapendroppings naar voren te schuiven. Door de agent Mulholland had men bij het BBO kennelijk te horen gekregen dat de RVV een betrouwbare partner was, hoewel men door de agent Bert De Goede, de collega van Mulholland, die als verbindingsofficier voor de LKP werkte, nog onvoldoende was ingelicht.

## Werving en reorganisatie september 1944

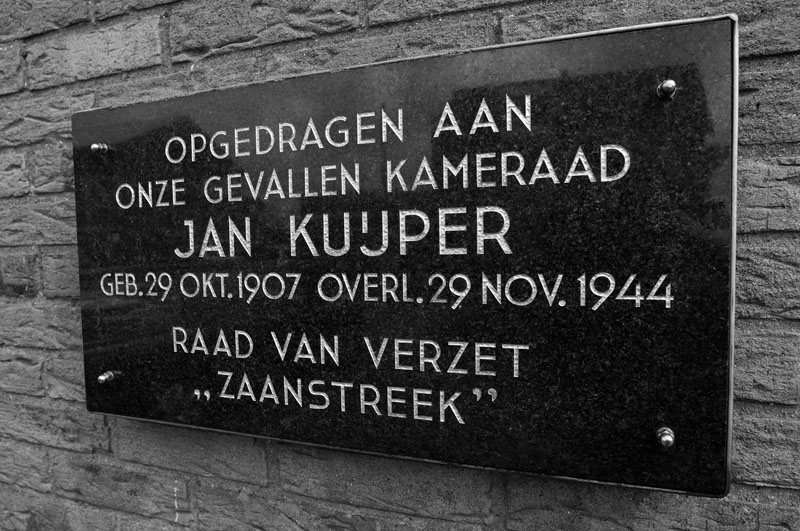
Herdenkingsplaat in Wormerland voor Jan Kuijper

Op Dolle Dinsdag 5 september 1944 heerste alom de overtuiging dat de bevrijding van bezet Nederland op gang was gekomen. In Rotterdam, zoals op vele plaatsen, was de ontreddering onder de Wehrmacht groot en de definitieve Duitse aftocht leek inderdaad aan te vangen. De avond tevoren had het Supreme Headquarters Allied Expeditionary Force (SHAEF) via Radio Oranje de Rotterdamse bevolking opgeroepen te voorkomen dat de Duitsers de haveninstallaties en spoorwegemplacementen zouden vernielen. Thijssen bezat tot zijn ergernis vrijwel geen manschappen of materieel waarmee hij aan deze oproep gevolg kon geven. Bovendien waren de RVV-groepen toen nog niet in staat om paramilitaire acties van enige omvang te ondernemen. Thijssen had alleen zijn Operatiecentrum, waarmee hij misschien acties van anderen kon coördineren, en daarnaast had hij de beschikking over de verbindingsfaciliteiten van zijn Radiodienst.
Jan Thijssen besloot gebruik te maken van de adempauze die aan het militaire front was ontstaan. Om de RVV-organisatie op sterkte te brengen werd de werving van manschappen intensief aangepakt. Op 13 september 1944 reorganiseerde Thijssen zijn verzetsorganisatie tot op militaire leest geschoeide brigades. De door Thijssen beoogde organisatiestructuur kwam in slechts twee brigades tot volledige ontwikkeling. Het was de brigade Rotterdam en de brigade op de Veluwe. De werving van de manschappen leverde resultaat op. Over de totale omvang en personele sterkte van de RVV liepen de opgaven en schatting nogal uiteen. Buitendien paste de RVV zelf, met name Thijssen, bij zijn opgaven vaak een vergrotingstactiek toe. Vaak was onduidelijk welke van de veelal grotendeels zelfstandig opererende verzetsgroepen nu wel of niet tot de RVV gerekend mochten worden. In juni 1944 bedroeg de landelijke sterkte circa achthonderd manschappen. Toen aan het begin van november 1944 de werving door de brigades werd stopgezet bedroeg de landelijke sterkte circa 2400 manschappen. De RVV-brigade Rotterdam telde na de wervingsactie circa 900 manschappen. Een kwart van de manschappen deed misschien daadwerkelijk mee aan verzetsactiviteiten, de rest was lid uit solidariteit.

## Politieke signatuur
Voor zover in de RVV een politieke signatuur tot uiting kwam kan hooguit worden gesteld dat deze over het geheel genomen minder rechts was dan die van het OD-kader. De top, de eigenlijke Raad, zou men generaliserend als progressief kunnen kenschetsen. Jan Thijssen zelf was min of meer socialist. Toch werd de RVV door sommigen wel voor een communistische organisatie gehouden. Vooral vanuit de kringen van de OD werd tegen dit vermeende links-revolutionaire karakter van de RVV gewaarschuwd. Een fictie die door de Nederlandse regering in Londen en het Bureau Inlichtingen werd geloofd. De voornaamste oorzaak van deze misvatting, buiten de kwaadwilligheid van de RVV-rivalen gerekend, was het feit dat het illegale CPN-blad De Waarheid de RVV-berichten publiceerde en zich met deze organisatie identificeerde. De Raad zelf telde onder zijn acht leden slechts één communist, Gerben Wagenaar. Mochten met name in de provincie Noord-Holland de communisten een belangrijk deel van de RVV-manschappen uitmaken, elders in het land was dat heel anders gesteld. Zo had de RVV-brigade Rotterdam voor wat betreft het kader veeleer een liberale inslag. De leider van de RVV-brigade Rotterdam was de reder Theodorus Adrianus Willem Ruys (1904-1989), directeur van de Koninklijke Rotterdamsche Lloyd. In Twente en het aangrenzende Salland was het gereformeerde geloof veelal richtinggevend voor het handelen van de medewerkers van de RVV-groepen.

## Wapenfeiten
In de periode tot begin september 1944 bleef het actieve verzet van de RVV ver achter bij wat de organisatie zich ten doel had gesteld. Dat kwam doordat er een groot gebrek aan wapens en sabotagemateriaal bestond. De eerste wapendropping vond pas plaats in de nacht van 31 augustus op 1 september 1944. Met wisselend succes werden door de RVV-groepen kleine bevolkingsregisters en distributiekantoren overvallen. De overvallen op de distributiekantoren liet de RVV over het algemeen over aan de LKP. Via de Landelijke Organisatie voor Hulp aan Onderduikers (LO) ontving de RVV dan de nodige gekraakte bonkaarten. Er werden door de RVV-groepen weinig bevrijdingsovervallen uitgevoerd. Ook werden er weinig liquidaties uitgevoerd. Vanaf maart 1944 hield de RVV zich voornamelijk bezig met inlichtingenwerk.
Toen begin september 1944 door het geallieerde opperbevel het startsein werd gegeven voor grootschalige sabotageacties van het Nederlandse spoorwegnet, kwam de RVV door communicatieproblemen aanvankelijk niet in actie, en zat de LKP grotendeels zonder wapens en sabotagemateriaal. De sabotagedaden van de zelfstandig opererende RVV-groepen waren dikwijls spraakmakend, maar ook risicovol. Door de represailles van de Duitsers die daarop volgden, verloren veel onschuldige Nederlanders het leven. Het bekendste voorbeeld hiervan was de aanslag in Putten. Als gevolg van een aanslag die door een RVV-groep tussen Nijkerk en Putten in de nacht van 30 september op 1 oktober 1944 werd uitgevoerd, verloor een Duitse officier het leven. De strafmaatregelen tegen de Puttenaren waren buiten alle proporties. In Putten werden 105 woningen verwoest. 660 mannen werden eerst overgebracht naar het kamp Amersfoort en vervolgens naar een concentratiekamp in Neuengamme. Van de mannen die naar het concentratiekamp in Neuengamme werden afgevoerd overleefden slechts 24 de beproeving.

## Vorming Binnenlandse Strijdkrachten
Op 3 september 1944, dezelfde dag dat een tankspits van het Britse 2e Leger Brussel bereikte, zond Radio Oranje namens Koningin Wilhelmina de mededeling uit dat ze Prins Bernhard had benoemd tot Bevelhebber der Nederlandse Strijdkrachten en dat Bernhard, onder het bevel van generaal Dwight D. Eisenhower, hierbij de leiding van het gewapend verzet op zich had genomen. Een dag later stootte de Britse 11e Tankdivisie door naar de monding van de Schelde bij Antwerpen. Een tankspits van het Amerikaanse 1e Leger zette via de route Metz-Aken de aanval in op het Ruhrgebied en Generaal Bernard Montgomery bereikte met een Leger bestaande uit: Britten, Canadezen, Polen, de Nederlandse Prinses Irene Brigade en Belgen, via Vlaanderen de provincie Noord-Brabant.
Als gevolg van de oprichting van de Binnenlandse Strijdkrachten (BS) en de oprukkende geallieerde legers werden er in Amsterdam op 9 september 1944 tussen vertegenwoordigers van de OD, LKP en RVV besprekingen gevoerd om te komen tot een bundeling en coördinatie van het verzet. De onderhandelingen verliepen moeizaam omdat de drie organisaties hun zelfstandigheid wilden behouden. De uitkomst van de besprekingen was dat op landelijk niveau een zogenaamde Top-Driehoek gevormd werd. In deze Top-Driehoek hadden de vertegenwoordigers van de drie verzetsorganisaties zitting. De sterke persoonlijke tegenstellingen tussen Jan Thijssen enerzijds en jhr. Pieter Jacob Six, Jan van Bijnen en reservekolonel Henri Koot anderzijds, stonden aan de top een soepele samensmelting van RVV, OD en LKP tot de Binnenlandse Strijdkrachten in de weg.
Op 20 september 1944 leidde de besprekingen op landelijk niveau tot de vorming van het Deltacentrum. Reservekolonel Henri Koot nam de leiding van het Deltacentrum op zich en hij vestigde zich in Amsterdam. Koot probeerde daarna de verschillende verzetsorganisaties op een lijn te krijgen. Dit proces verliep tot aan het begin van 1945 zeer moeizaam. In de laatste week van oktober 1944 kwam de vorming van de Binnenlandse Strijdkrachten in een stroomversnelling. Prins Bernhard gaf opdracht tot opheffing van de OD, LKP en RVV. Hij benoemde kolonel Henri Koot tot commandant van de Binnenlandse Strijdkrachten. Kort daarna liet Koot een order uitgaan aan alle plaatselijke en gewestelijke commandanten. In deze order maakte hij bekend dat vanaf heden de benamingen OD, LKP en RVV waren vervallen en dat alleen de benaming Binnenlandse Strijdkrachten mocht worden gebruikt. De BS werden ingedeeld in zes rayons. De rayons waren: Overijssel, Achterhoek, centrum Utrecht, de Veluwe, de Betuwe en de provincie Utrecht. Ten behoeve van het optreden van de BS trok kolonel Koot de Operatiecentra van Jan Thijssen en van Jan van Bijnen bij zijn staf. Ten slotte bepaalde Koot dat de afwerpterreinen van de OD, LKP, en RVV voortaan ter beschikking zouden staan van de rayoncommandanten van de BS.
Toen het de kolonel Henri Koot duidelijk was dat van Jan Thijssen geen loyale medewerking te verwachten was zette hij op 1 november 1944 Thijssen af en hij gelastte hem met onmiddellijke inwerkingtreding van dit bevel het commando over het Operatiecentrum van de RVV en over de daaronder ressorterende brigades neer te leggen. De leiding van de Radiodienst diende Thijssen onmiddellijk aan een door kolonel Koot benoemde waarnemer over te dragen. Thijssen bleef onverzettelijk. Hij benoemde Gerben Wagenaar tot zijn opvolger bij de RVV. Maar met de door kolonel Koot benoemde waarnemer voor de Radiodienst wilde Thijssen niets te maken hebben. Hij weigerde het commando over zijn binnenlands zendernet over te dragen. Thijssen zag de Radiodienst van de Raad van Verzet als zijn eigen creatie en volgens hem maakte het zendernet formeel geen deel uit van de RVV.
Het hele conflict kreeg uiteindelijk een noodlottige ontknoping. Op 9 november 1944, daags nadat de RVV had besloten elk officieel contact met Thijssen te verbreken, werd door de Sicherheitspolizei und SD even buiten Rotterdam op de rijksweg naar Den Haag een autocontrole gehouden. De Duitsers waren getipt over een wapentransport. Bij deze controle werd ook de wagen van Jan Thijssen aangehouden. Thijssen werd door de Sicherheitsdienst (SD) herkend en gearresteerd. In RVV kringen werd echter onmiddellijk gedacht aan verraad als uitvloeisel van de conflicten die Thijssen met Six, Van Bijnen en Koot had gehad. Thijssen was ervan overtuigd dat de top van de OD, met name hun leider Six, de Duitsers had getipt. Tijdens de verhoren van de SD probeerden de Duitsers Thijssen in zijn overtuiging te sterken. Op 8 maart 1945 werd Thijssen samen met 116 verzetsstrijders bij de Woeste Hoeve gefusilleerd. Het was een represaille voor een overval die door de illegaliteit twee dagen eerder op die plaats was uitgevoerd. Bij deze overval was de Höhere SS- und Polizeiführer Hanns Albin Rauter zwaargewond geraakt. Rauter wist niet dat de overval niet tegen hem was bedoeld, maar een mislukte poging van het verzet was om een bruikbare Duitse vrachtauto te bemachtigen. Hij eiste als represaille de executie van 1000 personen.
Na de arrestatie van Thijssen werd het werk van de Radiodienst voortgezet door Floor van der Laaken en D. Eskes. Nadat Van der Laaken en Eskes op 9 februari 1945 in handen waren gevallen van de Duitsers werden zij opgevolgd door mr. Tom Schadd. De Radiodienst heeft altijd zijn zelfstandigheid behouden zowel ten opzichte van de RVV als ten opzichte van het hoofdkwartier van de Binnenlandse Strijdkrachten.
De RVV-brigades voegden zich vanaf november 1944 steeds meer in de BS-structuur. Meestal bleven hun gelederen als aparte RVV-brigades binnen de BS-rayons intact. In Twente kwam de samensmelting van de RVV en de Knokploegen (KP) moeilijk tot stand. De oorzaak was gelegen in het feit dat kapitein Albert Ferdinand Lancker, de leider van de RVV-brigade Twente en Johannes ter Horst, de leider van de Twentse KP, als gevolg van hun tegenstrijdige karakters, niet tot samenwerking bereid waren. In het inmiddels bevrijde Limburg waren beide organisaties toen al deels opgegaan in het Regiment Stoottroepen. In bezet gebied verminderde het contact van de RVV-brigades met de eigenlijke RVV en het Operatiecentrum van Gerben Wagenaar echter sterk. Daardoor verminderde ook het contact tussen de brigades onderling. De Raad bestond vanaf medio november 1944 nog slechts uit drie personen en deze personen vertoonden steeds minder activiteiten.